# Aalen

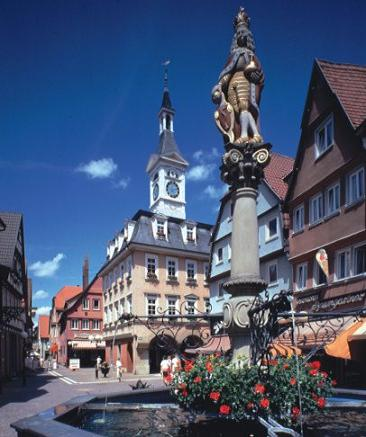
Aalen

Aalen este un oraș din Germania.